# Paropsisterna
Paropsisterna là một chi bọ cánh cứng trong họ Chrysomelidae.
Chi này được miêu tả khoa học năm 1860 bởi Motschulsky.

## Các loài
Các loài trong chi này gồm:
- Paropsisterna ambigua Daccordi, 2003
- Paropsisterna delmastroi Daccordi, 2003
- Paropsisterna giachinoi Daccordi, 2003
- Paropsisterna hackeri Daccordi, 2003
- Paropsisterna jawoyna Daccordi, 2003